# Gabriel Merz
Gabriel Merz es un actor alemán conocido por haber interpretado a Miguel Álvarez en la serie SOKO Leipzig. 

## Carrera
En 1999 apareció como invitado en la popular serie SOKO 5113 donde dio vida a Fernando Álvarez en el episodio "Argentinische Verlobung".
En el 2001 se unió al elenco principal de la popular serie policíaca alemana SOKO Leipzig donde interpretó al detective Miguel Álvarez, hasta el 2006 después de que su personaje fuera asesinado. En el 2016 apareció nuevamente en la serie ahora interpretando a Marco Haager en el episodio "Toter Mann".
En el 2006 y el 2009 apareció en dos ocasiones distintas en la serie Die Rosenheim-Cops, primero interpretando a Frank Fröhlich en el episodio "Die Männer der Friseuse" y posteriormente a Lex Willinger durante el episodio "Tod nach Dienstschluss".
En el 2010 apareció como invitado por primera vez en la serie Küstenwache donde dio vida a Markus Clausen durante el episodio "Bitterer Verdacht", más tarde apareció nuevamente en la serie en el 2013 ahora interpretando a Roman Wenkler en el episodio "Blutsbande".
En el 2011 interpretó a Bossmann en la popular serie alemana Alarm für Cobra 11 - Die Autobahnpolizei en el episodio "Bad Bank", anteriormente había aparecido por primera vez en la serie en el 2007 donde dio vida a Erik Gehlen en "Auf Leben und Tod".
En el 2012 apareció en varios episodios de la serie Rote Rosen donde dio vida al chef Nils Rager.
En el 2015 apareció como invitado en la serie SOKO Wismar, donde interpretó a Patrick Tressler. La serie es uno de los spin-offs de la serie original SOKO 5113.

## Filmografía

### Series de Televisión
| Año         | Serie                                    | Personaje        | Notas                                       |
| ----------- | ---------------------------------------- | ---------------- | ------------------------------------------- |
| 2016        | SOKO Leipzig                             | Marco Haager     | episodio "Toter Mann"                       |
| 2015        | Dr. Klein                                | Valentin Bertram | episodio "Bedürfnisse"                      |
| 2015        | SOKO Wismar                              | Patrick Tressler | episodio "Himmelfahrt"                      |
| 2014        | Colonia Brigada Criminal                 | Max Gruber       | episodio "Blick in die Nacht"               |
| 2013        | Alles Klara                              | Markus Ritter    | episodio "Schachmatt"                       |
| 2013        | Küstenwache                              | Roman Wenkler    | episodio "Blutsbande"                       |
| 2012        | Rote Rosen                               | Nils Rager       | 5 episodios                                 |
| 2012        | Ein Fall für zwei                        | Rubino Gonzales  | episodio "Eine Million in kleinen Scheinen" |
| 2011        | Alarm für Cobra 11 - Die Autobahnpolizei | Bossmann         | episodio "Bad Bank"                         |
| 2010        | Countdown - Die Jagd beginnt             | Lothar Hartwig   | episodio "Feuerteufel"                      |
| 2009        | Die Rosenheim-Cops                       | Lex Willinger    | episodio "Tod nach Dienstschluss"           |
| 2009        | In aller Freundschaft                    | Ralf Meineke     | episodio "Selbstlos"                        |
| 2008        | Unschuldig                               | Ingo Kiesling    | episodio "Schwarze Tage"                    |
| 2007        | Großstadtrevier                          | Olaf Nagel       | episodio "Von Monstern und Mördern"         |
| 2001 - 2006 | SOKO Leipzig                             | Miguel Álvarez   | 96 episodios                                |
| 2002        | Abschnitt 40                             | Tobias Stübing   | episodio "Samstagskisten"                   |
| 2002        | Im Namen des Gesetzes                    | Antonio Peck     | episodio "Brautraub"                        |
| 2000        | Aus gutem Haus                           | Dago             | 7 episodios                                 |
| 1999        | SOKO 5113                                | Fernando Álvarez | episodio "Argentinische Verlobung"          |
| 1999        | Aus heiterem Himmel                      | Florian          | episodio "Henriks Heimkehr"                 |
| 1997        | First Love - Die große Liebe             | Dennis           | -                                           |

### Películas
| Año  | Título        | Personaje  | Notas |
| ---- | ------------- | ---------- | --- |
| 2013 | Turbo & Tacho | Rico Bauer | junto a Axel Stein, Daniel Roesner, Petra Kleinert, Barbara Schmidt, Stefan Richter, Luca Maric & Guntbert Warns |

### Teatro
| Año        | Obra                                             | Personaje | Teatro                  |
| ---------- | ------------------------------------------------ | --------- | ----------------------- |
| 2012       | Scene Bites Vol.02                               | Taxi      | -                       |
| 2012       | Figaros Hochzeit                                 | Figaro    | -                       |
| 2009       | Scene Bites Vol.01 "Danny and the deep blue sea" | Danny     | -                       |
| 2006, 2007 | Kein Job für Sünder                              | Jim       | -                       |
| 1998       | Die Zwiefachen                                   | Gregor    | -                       |
| 1997, 1998 | Zwillingsbrut                                    | Roger     | Teamtheater Tankstelle  |
| 1996       | Frühlingserwachen                                | Moritz    | Landestheater Flensburg |
| 1996       | Clockwork Orange                                 | Alex      | Landestheater Flensburg |